# Goodyera major
Goodyera major är en orkidéart som beskrevs av Oakes Ames och Donovan Stewart Correll. Goodyera major ingår i släktet knärötter, och familjen orkidéer. Inga underarter finns listade i Catalogue of Life.